# 김영호 (배우)
김영호(金英浩, 1965년 5월 24일~)는 대한민국의 가수 겸 배우이다. 충청북도 충주 출생이며 충청북도 음성에서 잠시 유년기를 보낸 적이 있는 그는 대중가수 활약 당시에는 팝 발라드와 록 음악을 시도하였다. 그의 대표작으로는 드라마 《야인시대》, 영화 《밤과 낮》 , 《미인도》 등이 있다.
가족관계로는 아내와 3녀가 있으며 청주대학교 산업공학과를 학사 학위하였고, 1999년 영화 《태양은 없다》로 영화배우 데뷔하였다. 그는 1988년부터 청주에서 언더그라운드 록 음악 그룹의 보컬로 활동하다 1994년 뮤지컬 《아가씨와 건달들》, 《명성황후》등에 출연하며 연기자의 길에 들어섰고, 《야인시대》 에서의 이정재 역이 배우로서 이름을 알리는 계기가 되었다.
2012년 《그대가 저 멀리 간 뒤라도, 하고 싶은 이야기가 있습니다》에세이 시집을 펴냈다.

## 학력
- 주덕초등학교 졸업
- 주덕중학교 졸업
- 충주공업고등학교 졸업(1984년)
- 청주대학교 산업공학과 학사(85학번)

## 출연작

### 드라마
- 1995년 MBC 《경찰청 사람들》 - 페리호의 비밀 ... 요시노 역
- 1995년 MBC 《경찰청 사람들》 - 잠시 검문있겠습니다 ... 양호성 역
- 1995년 MBC 《경찰청 사람들》 - 공포의 7시간 ... 최창혁 역
- 1996년 MBC 《경찰청 사람들》 - 남한강의 무법자들 ... 송철환 역
- 1996년 MBC 《경찰청 사람들》 - 절구공이를 찾아라 ... 김만수 역
- 1996년 MBC 《경찰청 사람들》 - 용의자를 찾습니다 1편 ... 수노아파 조직원 역
- 1997년 KBS2 《스타트》 ... 김철 역
- 2000년 KBS2 《바보같은 사랑》 ... 조용배 역
- 《드라마시티》(KBS2)
  - 〈깡패아빠 2〉 (2002년) ... 이강식 역
  - 〈동창생〉 (2001년) ... 강동수 역
  - 〈깡패아빠 1〉 (2001년) ... 이강식 역
  - 〈C.S.-흉부외과〉 (2001년) ... 영호(흉부외과 전문의) 역
  - 〈제로섬 게임〉 (2000년) ... 준호 역
- 2001년 SBS 《사랑한다면 이들처럼》
- 2001년 MBC 《MBC 베스트극장 - 그 겨울의 약속》 ... 박석준 역
- 2001년 MBC 《여우와 솜사탕》 ... 손영오 역
- 2002년 MBC 《연인들》 ... 한의사 이윤성을 시험에 들게 하듯 희롱한 모터사이클 맨 김영호 역으로 카메오 단역
- 2002년 KBS2 《파도》
- 2002년 MBC 《맹가네 전성시대》 ... 서상훈 역
- 2002년 SBS 《오픈드라마 남과 여 - 그녀가 사랑할 때》 ... 임동팔 역
- 2003년 SBS 《야인시대》 ... 장년 이정재 역
- 2003년 SBS 《앙숙》 ... 일도 역
- 2003년 KBS 《무인시대》 ... 야율대석 역
- 2004년 SBS 《장길산》 ... 박대근 역
- 2004년 KBS2 《두 번째 프러포즈》 ... 이민석 역
- 2005년 SBS 《내 사랑 토람이》 ... 김성민 역
- 2005년 SBS 《사랑한다 웬수야》 ... 오종세 역
- 2006년 SBS 《서동요》 ... 부여 선(법왕) 역
- 2006년 SBS 《도로시를 찾아라》 ... 박용수 역
- 2007년 KBS N 《사랑은 쉬지 않는다》 ... 귤귀신 역
- 2007년 SBS 《소금인형》 ... 박연우 역
- 2008년 KBS2 《못말리는 결혼》 ... 사기꾼 역
- 2011년 MBC 《주홍글씨》 ... 장재용 역
- 2011년 JTBC 《인수대비》 ... 수양대군 (세조) 역
- 2013년 Mnet 《몬스타》 ... 민광호(민세이 아버지) 역
- 2013년 MBC 《기황후》 ... 백안 역
- 2018년 KBS2 《슈츠》 ... 함기택 대표 역
- 2021년 MBC 《밥이 되어라》... 박경철 역
- 2023년 KBS1 《금이야 옥이야》 ... 김두호 역

### 영화
- 1999년 《태양은 없다》 ... 트레이너 역
- 1999년 《신장개업》 ... 홍사장 역
- 1999년 《유령》 ... 872 / 방송장교 역
- 2001년 《달마야 놀자》 ... 스님 역
- 2001년 《클럽 버터플라이》 ... 혁 역
- 2003년 《블루》 ... 이태현 대위 역
- 2003년 《조폭 마누라 2 - 돌아온 전설》
- 2004년 《돌려차기》 ... 송충근 역
- 2008년 《방울토마토》 ... 춘삼 역
- 2008년 《밤과 낮》 ... 김성남 역
- 2008년 《미인도》 ... 김홍도 역
- 2009년 《부산》 ... 조태석 역
- 2009년 《19-Nineteen》 ... 김하늘 역
- 2009년 《집 나온 남자들》 ... VNM 밴드마스타 역
- 2010년 《여덟 번의 감정》 ... 종훈 역
- 2010년 《하하하》 ... 이순신 장군 역
- 2011년 《완벽한 파트너》 ... 준석 역
- 2015년 《고백》 ... 유상우 역
- 2020년 《청춘빌라 살인사건》 ... 백수로 역
- 2021년 《인트로덕션》 ... 기러기 아빠 역

### 연출
- 2012년 《사랑 알레르기(가제)》
- 2014년 《천사의 노래》

### 연극
- 《방황하는 별들》
- 《헤어》
- 《상록수》 ... 박동화 역(주연)
- 《약속 대 약속》
- 《국물있사옵니다》
- 《아벨만의 재판》
- 《한밤중에 개에게 일어난 의문의 사건》

### 뮤지컬
- 《명성황후》
- 《아가씨와 건달들》
- 《투맨》
- 《애니》
- 《드림 헤어》
- 《브로드웨이 42번가》
- 《아이언 마스크》

### 텔레비전 프로그램
- 2000년 경인방송 《3일간의 사랑》
- 2003년 KBS2 《TV는 사랑을 싣고》
- 2003년 KBS2 《윤도현의 러브레터》
- 2004년 KBS2 《해피투게더》
- 2004년 SBS 《금요컬처클럽》
- 2008년 SBS 《좋은아침 플러스 원》
- 2008년 KBS2 《스타골든벨》
- 2008년 KBS2 《낭독의 발견》
- 2008년 SBS 《연애시대》
- 2009년 SBS 《강심장》
- 2009년 SBS 《퀴즈! 육감대결》
- 2009년 MBC 《찾아라! 맛있는 TV》
- 2009년 KBS2 《상상플러스》
- 2009년 MBC 《기분좋은 날》
- 2009년 MBC 《놀러와》
- 2009년 KBS2 《신동엽, 신봉선의 샴페인》
- 2009년 KBS2 《활력충전 530》
- 2009년 KBS2 《도전! 디미방》
- 2010년 SBS 《모닝와이드》
- 2010년 SBS 《접속! 무비월드》 MC
- 2011년 MBC 《라디오스타》
- 2011년 MBC 《바람에 실려》
- 2011년 TV조선 《영상추적 NOW》 MC
- 2011년 KBS1 《TV 미술관》
- 2012년 tvN 《스타특강쇼》
- 2012년 KBS2 《낭독의 발견》
- 2013년 KBS2 《남자의 자격》
- 2013년 SBS 《SBS 컬처클럽》
- 2013년 MBC 《세바퀴》
- 2013년 Mnet 《뮤직 트라이앵글》
- 2013년 Mnet 《윤도현의 MUST》
- 2013년 KBS2 《개그콘서트》
- 2013년 MBC 《라디오스타》
- 2013년 KBS2 《힐링투어 야생의 발견》
- 2013년 MBC 《스타 다이빙 쇼 스플래시》
- 2013년 tvN 《퍼펙트 싱어 VS》
- 2013년 KBS2 《불후의 명곡: 전설을 노래하다》
- 2013년 SBS 《DNA 코리아 시즌 2》
- 2013년 MBC 《휴먼다큐 사람이 좋다》
- 2014년 KBS2 《불후의 명곡: 전설을 노래하다》
- 2014년 채널A 《스타 패밀리 송》
- 2014년 KBS2 《가족의 품격 풀하우스》
- 2014년 KBS1 《가요무대》
- 2015년 홈스토리 《내 남자의 목공 THE 톱》
- 2015년 JTBC 《백인백곡 끝까지 간다》
- 2015년 채널A 《카톡쇼》
- 2015년 MBC 《미스터리 음악쇼 복면가왕》 - 김수한무 거북이와 두루미
- 2015년 JTBC 《냉장고를 부탁해》
- 2015년 KBS1 《콘서트7080》
- 2015년 JTBC 《학교 다녀오겠습니다》
- 2015년 KBS2 《대국민 토크쇼 안녕하세요》
- 2015년 KBS2 《우리동네 예체능》
- 2015년 MBN 《야생셰프》
- 2016년 MBC 《능력자들》
- 2016년 채널A 《이제 만나러 갑니다》
- 2016년 채널A 《아빠본색》
- 2017년 KBS2 《노래싸움 - 승부》
- 2017년 SBS 《판타스틱 듀오 2》
- 2017년 SBS 《영재발굴단》 ... 스페셜 MC
- 2019년 MBC 《라디오스타》
- 2021년 MBN 《보이스킹》

### 뮤직비디오
- 2001년 왁스 - 화장을 고치고
- 2003년 왁스 - 관계
- 2008년 조관우 - 코스모스
- 2013년 스피드 - 슬픈약속

### CF
- SK - ZIC XQ(2002, with 김정은)
- 청정원 - 순창콩된장(2002)
- 현대약품 - 무스콜 에프(2002)
- 오뚜기 - 진라면(2003)
- 라이나생명 - 가족사랑 플랜보험(2007)
- SK텔레콤 - 생활플랫폼 가족폼나들편(2016)

## 저서
- 《그대가 저 멀리 간뒤라도 하고 싶은 이야기가 있습니다(김영호의 삶 거짓 진실)》(2012년)
- 《그대 살다 잊다》(2013년)

## 경력
- 1990년 강변가요제 신인가요제 대학가요제
- 록밴드 '지풍우' 멤버

## 앨범
- 《42ND SUMMERPLAY》(2014년)
  - 〈Dream Your Dream (with 윈터플레이, 남경주, 박해미, 홍지민)〉
- 《남자라서》(2013년)
  - 〈남자라서〉
  - 〈잃어버린 사랑〉
  - 〈엄마〉
  - 〈Only You〉
  - 〈기원〉
- 《창작뮤지컬 드림헤어 OST》(2013년)
  - 〈첫사랑〉
  - 〈사랑의 기억 (with 김현정)〉
  - 〈누가 기억해 줄까〉
  - 〈아주 먼 옛날〉
  - 〈첫사랑 (inst)〉
  - 〈아주 먼 옛날 (inst)〉
- 《색》(2013년)
  - 〈처음〉
  - 〈그대를 보낸다 (Feat. 김태원)〉
  - 〈떠나가네 (Feat. 박주원)〉
  - 〈그대를 보낸다 (inst)〉
  - 〈떠나가네 (inst)〉
- 《'바람에 실려' 프로젝트 Part.5》(2011년)
  - 〈MaMa (바비킴)〉
  - 〈MaMa (without voice)〉
- 《'바람에 실려' 프로젝트 Part.2》(2011년)
  - 〈홀로 된다는 것〉
  - 〈홀로 된다는 것(inst)〉
- 《김현식 20th Anniversary 2nd '음악처럼'》(2010년)
  - 〈비처럼 음악처럼〉
- 《두 번째 프러포즈 OST》(2004년)
  - 〈동행〉
  - 〈이별의 끝은 어디인가요〉

## 홍보대사
- 2015년 평창비엔날레 홍보대사
- 2015년 제15회 광주국제영화제 홍보대사
- 2013년 충주조정선수권 명예홍보대사
- 2008년 학송회 명예홍보대사
- 2007년 국기원 태권도 홍보대사

## 수상
- 2003년 SBS 연기대상 단막특집 연기상